# Черкас Борис Володимирович
Борис Володимирович Черкас (нар. 9 березня 1976, Київ) — український історик, доктор історичних наук, військовий, офіцер Збройних сил України, учасник російсько-української війни.

## Біографія
Народився 1976 року у Києві.
У 1993—1998 роках навчався на історичному факультеті Національного педагогічного університету імені М. П. Драгоманова. У 1998—2001 роках був аспірантом, у 2001—2003 роках — молодшим науковим співробітником, а з 2003 року — науковий співробітник відділу історії України середніх віків і раннього нового часу Інституту історії України НАН України. Кандидатська дисертація «Україна в політичних відносинах Великого князівства Литовського з Кримським ханством (1502—1540 роки)» (2003). У березні 2004 року закінчив Міжнародну школу гуманітарних наук Східної і Центральної Європи при Варшавському університеті. Відзначений стипендією Президента України (2004—2006).

## Військова діяльність
Під час повномасштабного вторгнення Росії в Україну вступив до лав територіальної оборони Києва. В 2022—2025 роках брав участь у боях на Київському, Харківському, Луганському Бахмутському, Куп'янському, Краматорському напрямках.

## Наукова діяльність
Працюючи в Інституті історії України НАН України, досліджував середньовічну історію, зокрема Великого князівства Литовського та Золотої Орди. Автор численних праць з історії міжнародних відносин країн Центрально-Східної Європи та геополітичного становища України у XIV—XVII століттях.
З 2014 по 2021 рік прочитав не менше ніж 200 публічних лекцій з історії в межах просвітницького проєкту «Лікбез. Історичний фронт».

## Позиція
Вважає, що будь-які домовленості з Росією є тимчасовими, оскільки Кремль не визнає українську незалежність. Оцінює поточний конфлікт як продовження великої війни, що триває, і закликає до консолідації держави та військової спроможності.
Вважає, що війну, яку веде Україна проти російської агресії, слід офіційно називати Війною за Незалежність, адже саме це відповідає її суті, оскільки йде боротьба не лише за території, а за саме існування українського народу, культури та державності.

## Нагороди
- Орден «За мужність» III ступеня — за особисту мужність та героїзм під час захисту суверенітету і територіальної цілісності України[8].
- Медаль «За військову службу Україні» — за мужність і відвагу, самовіддані дії, виявлені у захисті державних інтересів України[9].

## Біблігорафія
- (2006) Черкас Б. Україна в політичних відносинах Великого князівства Литовського з Кримським ханатом (1515—1540)
- (2011) Черкас Б. Степовий щит Литви. Українське військо Гедиміновичів (XIV—XVI ст.)
- (2014) Бумблаускас А., Дзярнович О., Рагаускене Р., Тесленко І., Черкас Б. Князі Острозькі
- (2014) Черкас Б. Західні володіння Улусу джучи: політична історія, територіально-адміністративний устрій, економіка, міста. (XIII—XIV ст.)
- (2015) Черкас Б. В. Західні володіння Улусу Джучи ХІІІ — XIV ст.: суспільно-політичний та економічний розвиток. Автореферат
- (2015) Черкас Б. В. Західні володіння Улусу Джучи ХІІІ — XIV ст.: суспільно-політичний та економічний розвиток. Дис.
- (2017) Климовський С., Сварник І., Войтович Л., Ващук Д., Блануца А., Черкас Б. Україна: литовська доба 1320—1569
- (2018) Черкас Б., Берковський В., Ващук Д., Федорук А. Золота доба українського лицарства
- (2020) Бумблаускас А., Кіркєнє Г., Черкас Б., Ващук Д., Скурвідайте Л. Епоха Вітовта в історії України: 1387—1430
- (2021) Черкас Б., Ващук Д. Конфлікт як механізм творення соціокультурного простору і концептуальний чинник формування географічних, політичних та ментальних ідентифікацій суспільства пізнього середньовіччя: Аналітична записка
- (2021) Черкас Б., Ващук Д. Східне Пограниччя Європи: Український фронтир у добу пізнього середньовіччя
- (2022) Ващук Д., Черкас Б. Східне пограниччя Європи: Український фронтир у добу пізнього середньовіччя
- (2024) Яценко В., Черкас Б. Історик в обороні Вітчизни України